# Македонска радио-телевизија
Македонска радио-телевизија (скраћ. МРТ; мкд. Македонска радио-телевизија, скраћ. МРТ) национална је телевизија Северне Македоније, основана 1993. године од стране Скупштине Северне Македоније. Њена основна улога је продукција и емитовање радио и телевизијског програма свих жанрова, који ће задовољити информативне, културне, образовне и рекреативне потребе грађана Северне Македоније. Македонска радио-телевизија емитује телевизијски програм на пет канала, као и три радијска програма.

## Телевизија
Македонска телевизија емитује 73 сата програма на три телевизијска канала, као и сателитски програм и МРТ 1 HD- македонски програм високе дефиниције.
МРТ 1 емитује 24-часовни програм непрестано.
 емитује програм МРТ 1 у високој дефиницији.
МРТ 2 емитује програм за потребе националних мањина у Републици Македонији. Програм се емитује на албанском и турском, као и на српском, ромском, цинцарском и бошњачком језику.
 емитује програм МРТ 2 у високој дефиницији.
МРТ 3 је новоотворени канал који још увек нема дефинисан програм.
МРТ Собраниски Канал је скупштински канал, основан 1991. године са експерименталним програмом, али данас служи за преношење Седница македонског Парламента.
 емитује програм МРТ Собраниски Канал у високој дефиницији.
MKTV Sat је сателитски програм, почео је да се емитује 2000. године као 24-часовни програм који је мешавина МРТ 1 и 5 сати свог програма. Програм се емитује и прекоокеански у Аустралију и Нови Зеланд.

## Радио
Македонски радио емитује 86,5 сати програма недељно, на своје три станице као и на сателитској станици.
Радио-станица у Скопљу је освећена 27. јануара 1941. Нови почетак је био 1944, након ослобођења у Другом светском рату.